# Wallace Martins
Wallace Jansen de Souza Martins (Rio de Janeiro, 22 marzo 1983) è un pallavolista brasiliano.
Gioca nel ruolo di opposto nello Sporting Lisbona.

## Carriera

### Club
La carriera professionistica di Wallace Martins inizia nella stagione 1998-99 con la maglia dell'Olympikus, col quale vince un Campionato Carioca, e dove resta anche dopo il cambio di denominazione in Unisul, col trasferimento da Rio de Janeiro a Florianópolis, vincendo due volte il Campionato Catarinense. Nella stagione 2003-04 gioca per la prima volta all'estero, iniziando in Italia un sodalizio di tre annate con il Lupi Santa Croce, vincendo la Coppa Italia di Serie A2 2004-05 e ottenendo la promozione in Serie A1, disputandola nell'annata 2005-06.
Nella stagione 2006-07 approda nella Liga Argentina de Voleibol, inizialmente chiamata Liga A1 de Vóley, con il Bolívar, dove milita per quattro annate e vince altrettante volte sia lo scudetto che la Coppa ACLAV. Nel campionato 2010-11 torna in Brasile, dove gioca col Sesi e vince per la prima volta la Superliga, oltre ad un Campionato Paulista e il campionato sudamericano per club 2011.
Nella stagione 2012-13 viene ingaggiato dai Suntory Sunbirds nella V.Premier League giapponese, aggiudicandosi il Torneo Kurowashiki, dove riceve il premio di MVP e viene inserito nel sestetto ideale della competizione. Dopo l'esperienza in Giappone è costretto ad un'annata di inattività a causa di un infortunio ed il conseguente intervento alla spalle destra.
Ritorna in patria nella stagione 2014-15 col BVC di Campinas, restandovi fino al termine della stagione successiva, mentre dal campionato 2016-17 veste per un biennio la maglia dei Sakai Blazers, nuovamente nella massima divisione giapponese. Per la stagione 2018-19 si accasa nella Primeira Divisão portoghese con lo Sporting Lisbona.

### Nazionale
Fa parte delle selezioni giovanili brasiliane, vincendo con la nazionale under 19 l'oro al campionato sudamericano 2000 e al campionato mondiale 2001; con la nazionale under 20 trionfa al campionato sudamericano 2002 e con quella under 21 vince la medaglia d'argento al campionato mondiale 2003.
Nel 2011 debutta in nazionale maggiore, disputando la finale di World League e vincendo la medaglia d'oro al campionato sudamericano e ai XVI Giochi panamericani.

## Palmarès

### Club
- Campionato argentino: 4

2006-07, 2007-08, 2008-09, 2009-10
- Campionato brasiliano: 1

2010-11
- Coppa ACLAV: 4

2006, 2007, 2008, 2009
- Coppa Italia di Serie A2: 1

2004-05
- Torneo Kurowashiki: 1

2013
- Campionato Carioca: 1

1999
- Campionato Catarinense: 2

2001, 2002
- Campionato Paulista: 1

2011
- Coppa San Paolo: 2

2010, 2011
- Campionato sudamericano per club: 1

2011

### Nazionale (competizioni minori)
- Campionato sudamericano under 19 2000
- Campionato mondiale under 19 2001
- Campionato sudamericano under 20 2002
- Campionato mondiale under 21 2003
- Giochi panamericani 2011

### Premi individuali
- 2011 - Superliga brasiliana: Miglior attaccante
- 2011 - Campionato sudamericano per club: Miglior attaccante
- 2013 - Torneo Kurowashiki: MVP
- 2013 - Torneo Kurowashiki: Sestetto ideale